# Ламброн (фортеця)
Ламброн (Лампрон) (вірм. Լամբրոն Բերդ; фр. Les Embruns; англ. Lambrom castle) — вірменська фортеця XI століття, розташована неподалік від міста Чамлияйла в сучасній Туреччині. Була родовою фортецею Хетумідів — вірменської царської династії Вірменського Кілікійського царства.

## Історія
У першій половині XI століття втрата вірменами національної державності після завоювання Візантією, а також навали сельджуків на Вірменію призвели до масового переселення вірменів до Кілікії, де виникло нове Кілікійське царство.
1073 року вірменський феодал Ошин зі своїми братами з Гандзака переселився до Кілікії, до району, де намісником був його друг Аплгаріб Арцруні (Абелгаріб Тарський). Останній подарував Ошину фортецю Ламброн (вірм. Լամբրոն) в горах Тавра, яку Ошин відбив у арабів Ошин, залишаючись на службі, поклав початок відомому у тих місцях княжому роду.
Період правління царів Кілікійської Вірменії збігся з періодом хрестових походів. То були часи бурхливого розквіту торгівлі й ремесел, збудовано багато вірменських монастирів, серед них розташований поблизу Ламброна монастир Скевра, у якому наприкінці XII століття завершилось остаточне оформлення стилю кілікійського мініатюрного живопису.

## Архітектура
Як і багато замків Вірменського царства в гірських ландшафтах, Ламброн — є скелястою фортецею. Він займає площу близько 330 на 150 метрів на верхівці пагорбу.
Замок розділений на нижню та верхню палати. Верхня палата доступна тільки через сходи, вирублені у скелях або через вузький прохід. Багато будівель у нижній палаті перетворились на руїни, але аркова зала збереглась. Деякі з приміщень опалювались за допомогою гіпокауста.